# Sandra Kobanovitch
Sandra Kobanovitch, también conocida por el seudónimo de Sandra-Jessica Koban (nacida en 1993, en Rueil-Malmaison, Francia), es una directora de cine, guionista y fotógrafa francesa, más conocida por sus cortometrajes Scratch (2015), que protagonizó, y que se estrenó en el Festival de Cannes, Heliopsis (2015), protagonizada por Samy Naceri en el papel de un recluso en reinserción, que se proyectó en el Vancouver International Women in Film Festival, y ganó el premio del festival a la mejor fotografía. Por su fotografía, ganó un premio de bellas artes en los Tokyo International Foto Awards en Japón en 2024.

## Filmografía
- 2015: Scratch (cortometraje)
- 2015: Heliopsis (cortometraje)
- 2023: Donald (cortometraje)